# II-73
De II-73 is een nationale weg van de tweede klasse in Bulgarije. De weg loopt van Sjoemen naar Karnobat. De II-73 is 90 kilometer lang.